# Heidsee
Der Heidsee (rätoromanisch im Idiom Surmiran: Igl Lai; im lokalen Dialekt: Il Lai) liegt zwischen den Dörfern Valbella und Lenzerheide auf dem Gebiet der Gemeinde Vaz/Obervaz im Schweizer Kanton Graubünden. Er liegt auf 1484 m Höhe. Er besteht aus einem grösseren nördlichen und einem kleineren südlichen Teil, die durch einen Damm voneinander abgetrennt sind. Beide Seen sind Privatgewässer. Sie werden von der Gemeinde Vaz/Obervaz verwaltet und bewirtschaftet.

## Geschichte

Heidsee als Vatzersee vor der Stauung

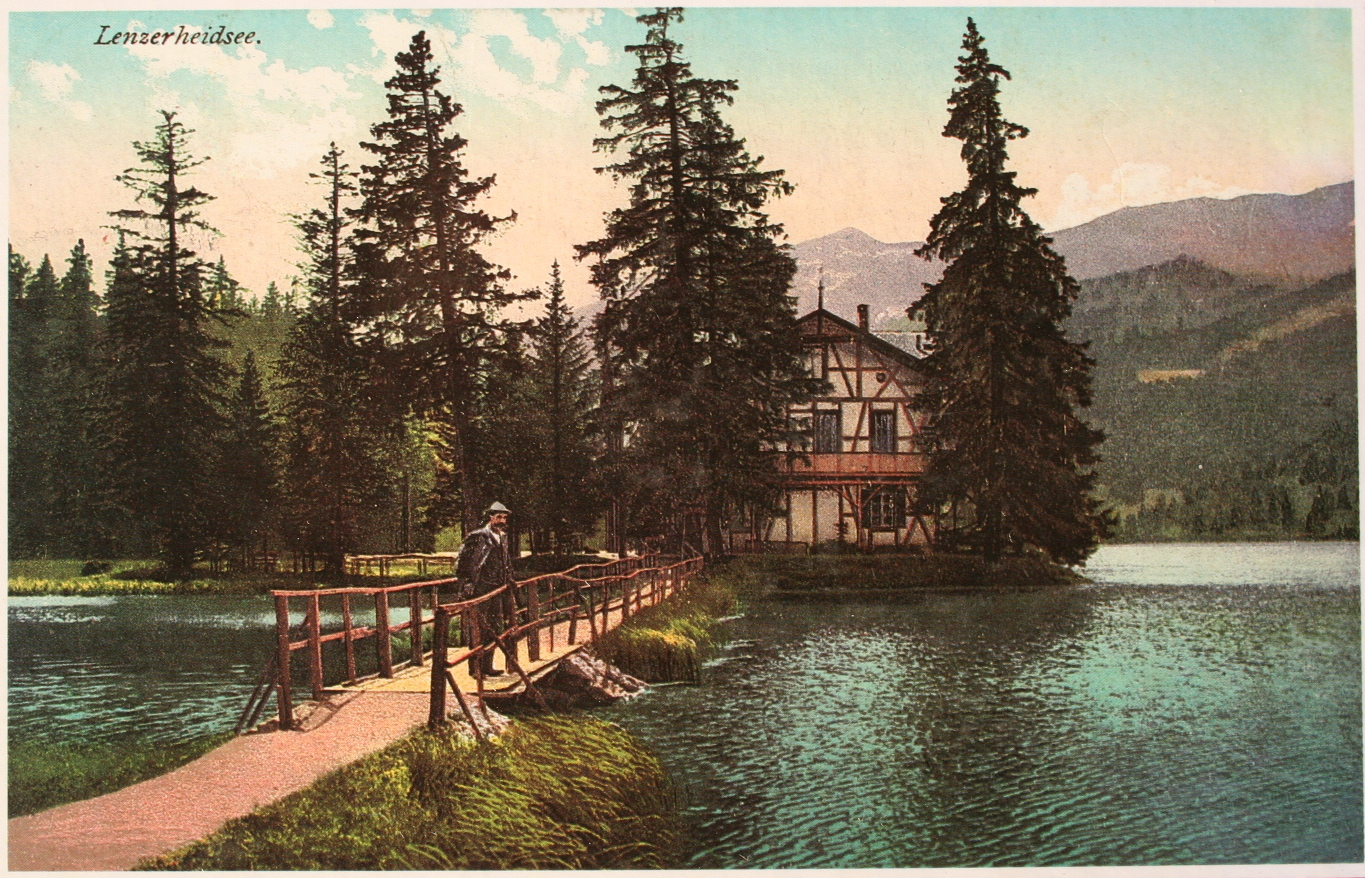
Das Insel-Chalet mit der alten Postablagestelle Lenzerheidesee; um 1920

Der nördliche, ältere Teil des Sees entstand dadurch, dass sich nach der letzten Eiszeit das Wasser zwischen Moränen und Bergsturzmassen sammelte. Die erste Erwähnung des Sees stammt aus dem Jahr 1484, als der Churer Bischof Ortlieb von Brandis in seinem nördlichen Teil einen Fischteich anlegen liess.
1881 verkaufte das Bistum den See dem "Haidsee-Konsortium Brügger & Meier" für 12'000 Franken. Die treibende Kraft in diesem Konsortium waren die Churwaldner Hoteliers Johann Brügger-Battaglia und sein Sohn Georg Brügger-Vieli. Sie vergrösserten den See und bauten auf einer Insel eine  "Fischerhütte", das so genannte Insel-Châlet. Hier konnten sich Gäste verpflegen und übernachten. Damit legten Johann und Georg Brügger den Grundstein für den Fremdenverkehr im Maiensässweiler Canols (heute Valbella) und schufen mit der Seestauung das «landschaftliche Juwel» des Hochtals.
1914 schlossen die Gemeinde Vaz/Obervaz und das Elektrizitätswerk der Stadt Zürich einen Konzessionsvertrag ab, wonach das EWZ das Gefälle des nach Süden abfliessenden Heidbaches bis zur Albula ausnützen und den Heidsee als Akkumulierbecken ausbauen konnte. 1916 wurde der Stadt Zürich zudem der Bau eines Staubeckens im Süden des Heidsees gestattet. Das Becken misst circa 350 auf 180 Meter und ist vom nördlichen Teil des Sees durch einen Damm abgetrennt. Vor der Stauung wurde der See Vatzersee genannt.
Das Heidseewerk wurde von 1917 bis 1919 erstellt und führte im Gebiet des Sees zu massiven landschaftlichen Eingriffen. Durch Erhöhung des bereits gebauten Dammes wurde der Seespiegel um 1,70 Meter angehoben. Für den neu erbauten Seeteil wurde im Süden ein neuer Damm errichtet.

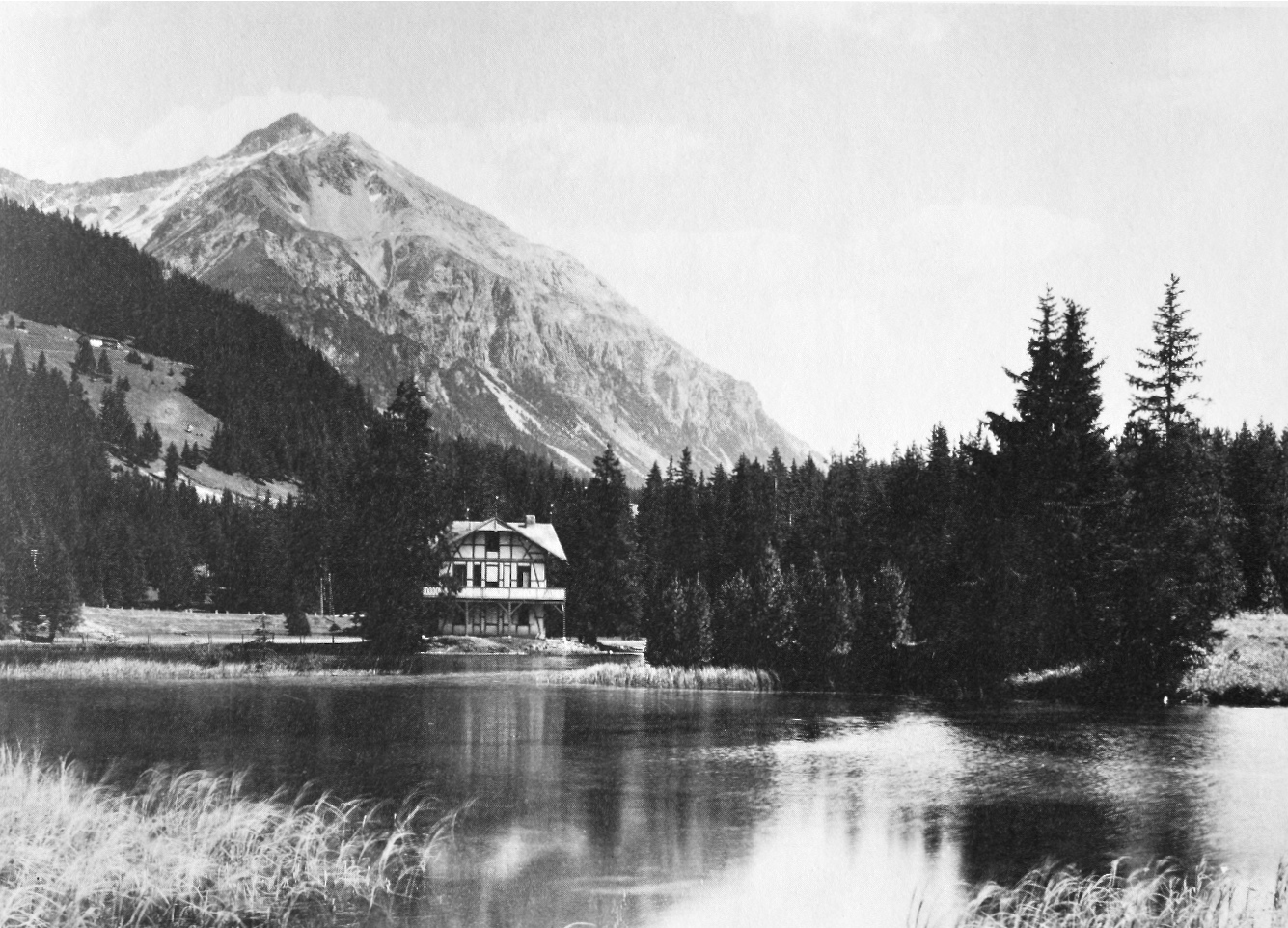
Chalet um 1900
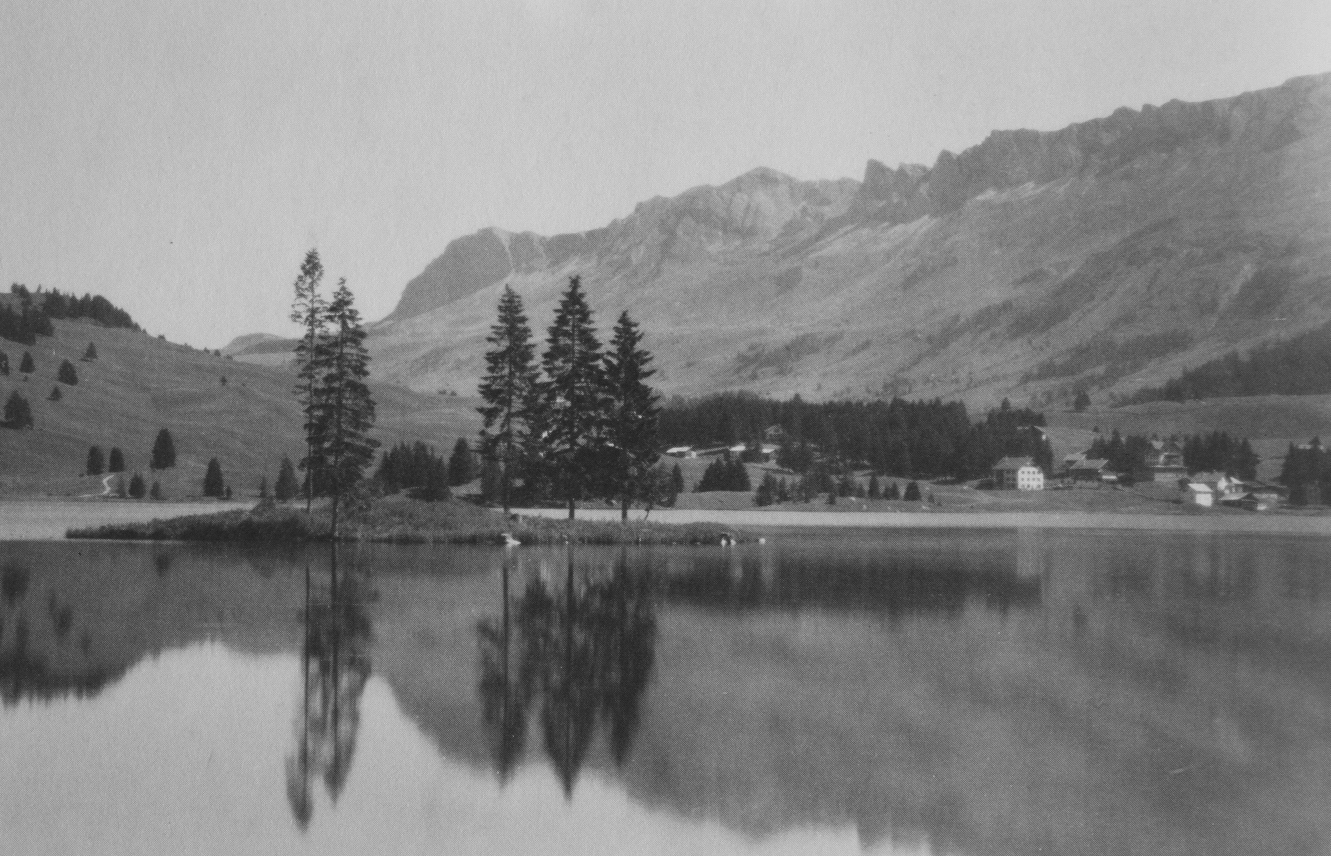
Blick Richtung Valbella
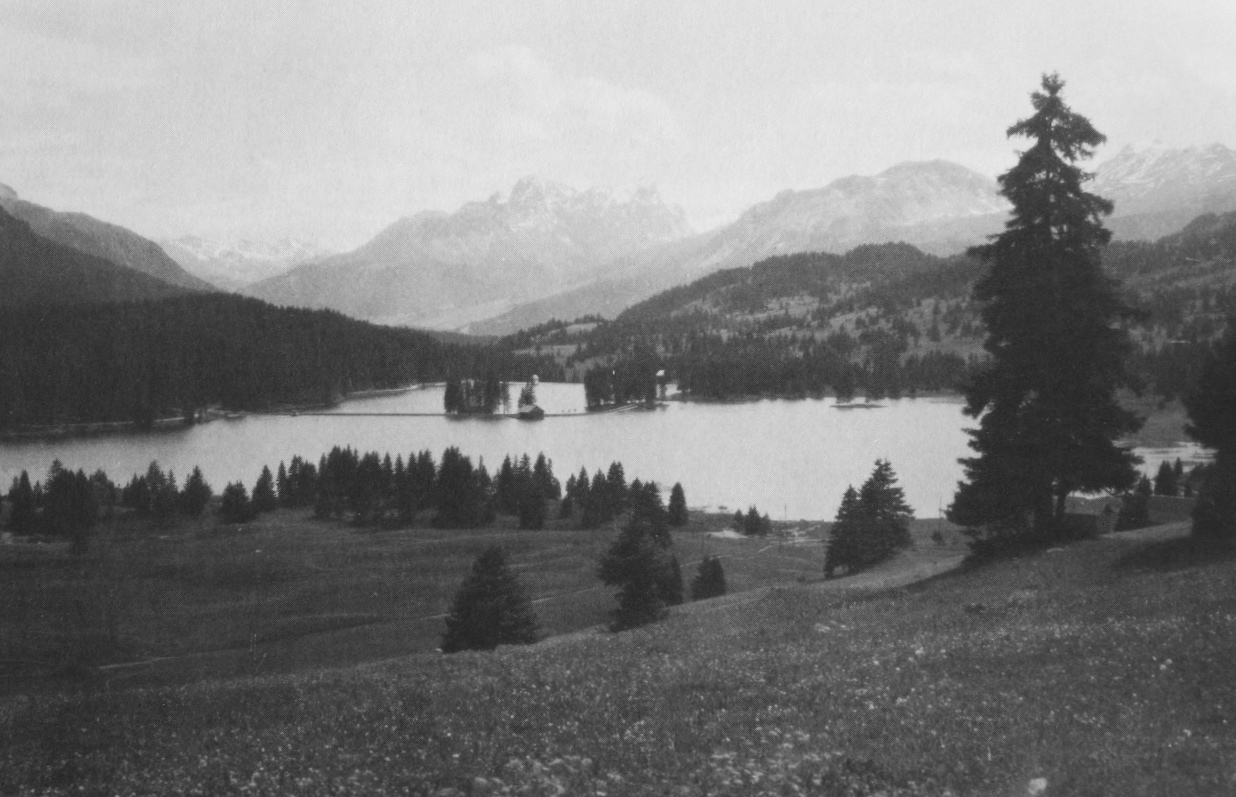
Blick nach Süden
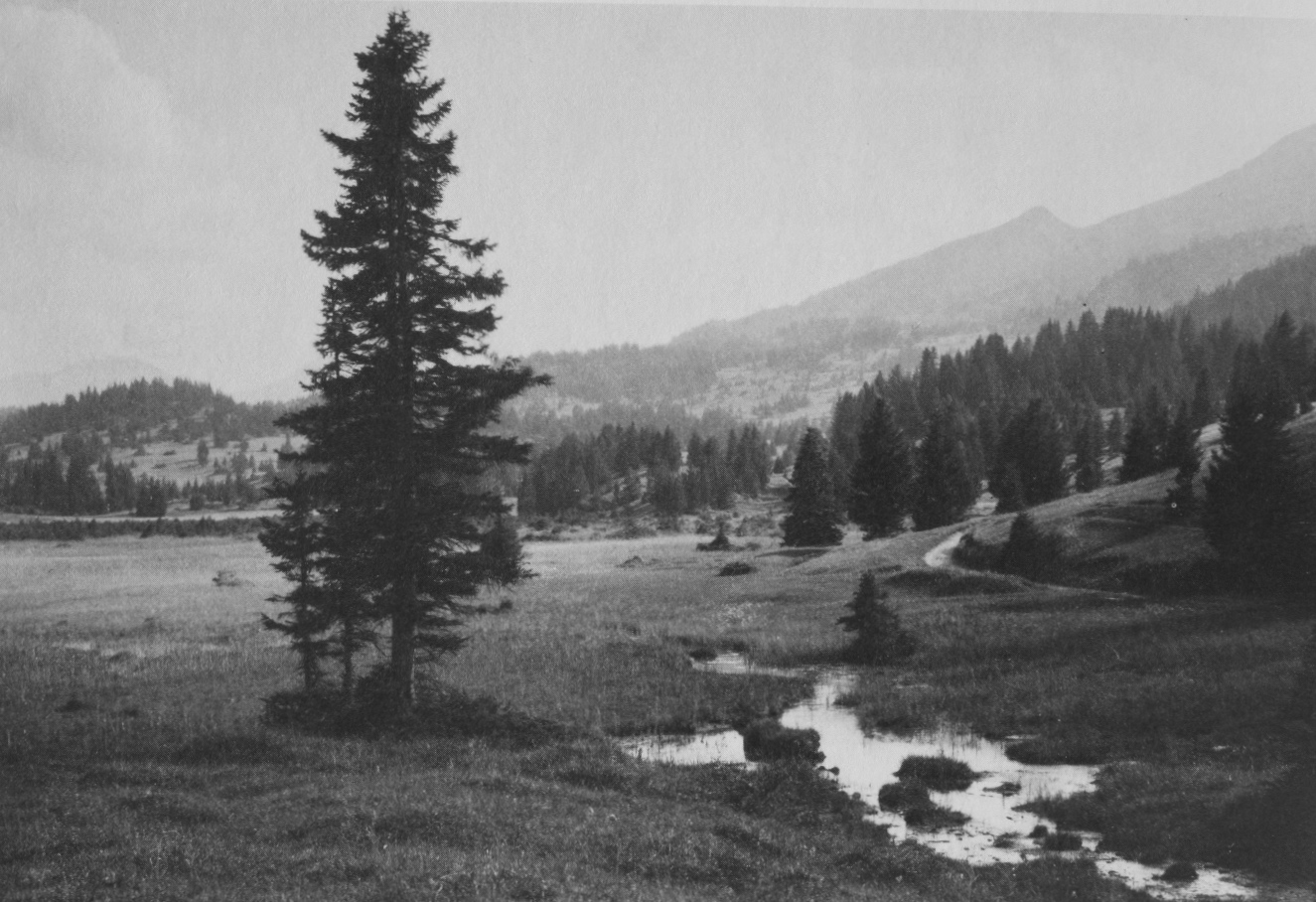
Westufer

## Altes Postgebäude
Die Poststelle Lenzerheidsee lag auf einer Insel, zu der ein Dammweg führte. Als der Seespiegel erhöht wurde, baute C. Bettinaglio das Chalet am südwestlichen Rand wieder auf. Zunächst wurde es als Pension La Riva betrieben, später als Restaurant, dann als Kinderheim Bergwald und schliesslich als Ausreisezentrum Bergwald für abgewiesene Asylbewerber.

## Heidsee heute
Aus landschaftlichen und touristischen Überlegungen verzichtete die Gemeinde Vaz/Obervaz 1974 bei der Erneuerung der Konzession auf die Erträge, die mit der Entleerung der Seen in den Monaten November bis März zur Gewinnung von Speicherenergie verbunden waren. Durch Renaturierung und naturschützerische Massnahmen wurde vor allem der westliche Teil des Sees aufgewertet. Er ist im Bundesinventar der Hoch- und Übergangsmoore von nationaler Bedeutung verzeichnet. Als botanische Seltenheit gilt der hier wachsende Sumpfenzian.
Im südwestlichen Teil des Sees liegt ein frei zugängliches Bad. Garderoben sowie verschiedene Unterhaltungs- und Spielmöglichkeiten stehen zur Verfügung. Der Eintritt ist gratis.
Im Heidsee leben zahlreiche Fischarten wie Saiblinge, Bach-, Regenbogenforellen, Elritzen, Karpfen und Schleien. Es darf gefischt werden. Die Fischsaison dauert vom 1. Juni bis zum 15. Oktober. Pro Saison werden beide Seen mit Saiblingen und Forellen besetzt.
Im Winter werden auf dem zugefrorenen Heidsee eine zwei Kilometer lange Langlauf-Rundloipe sowie ein Winterwanderweg präpariert.

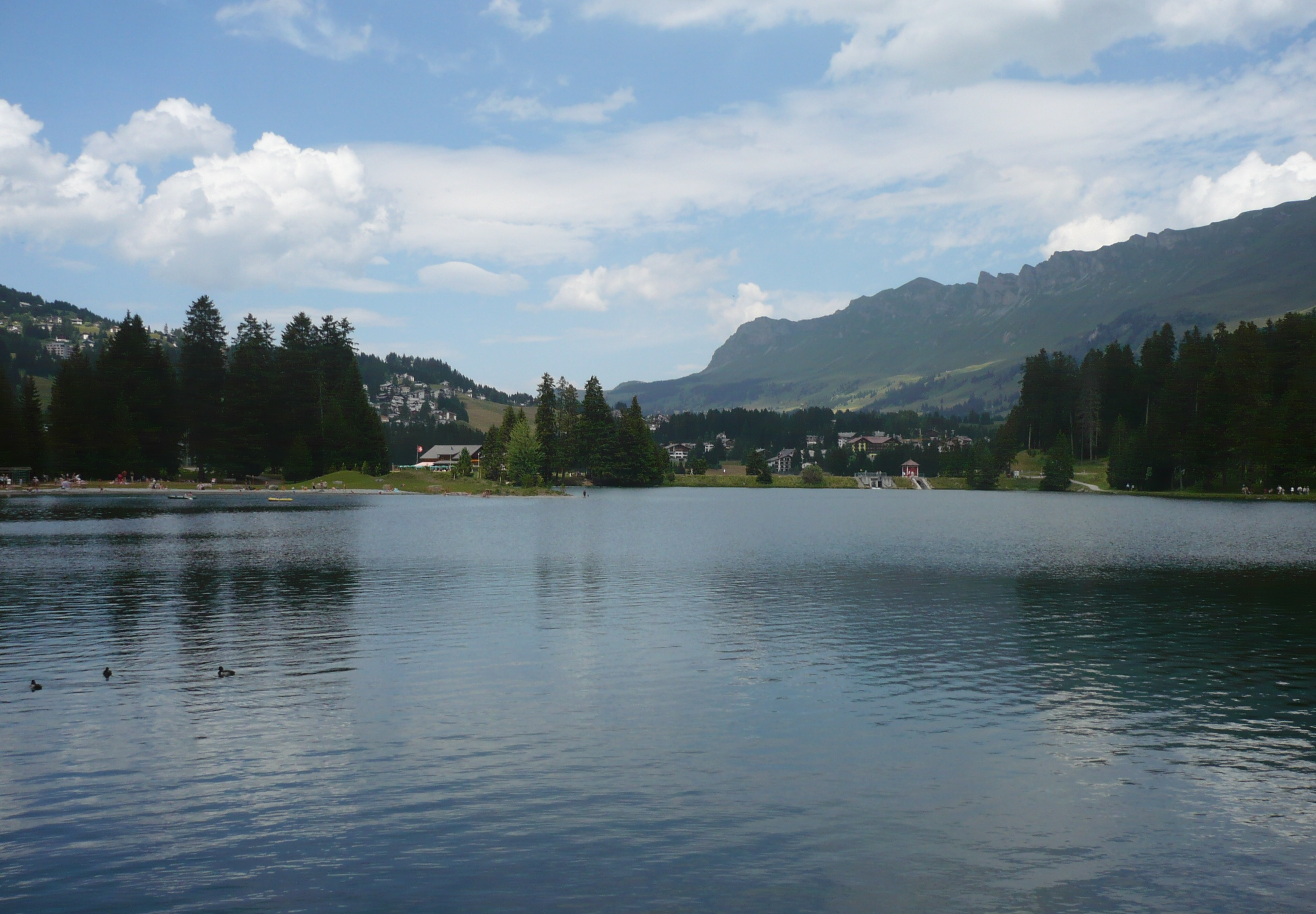
Blick über den südlichen Teil nach Norden zum Damm
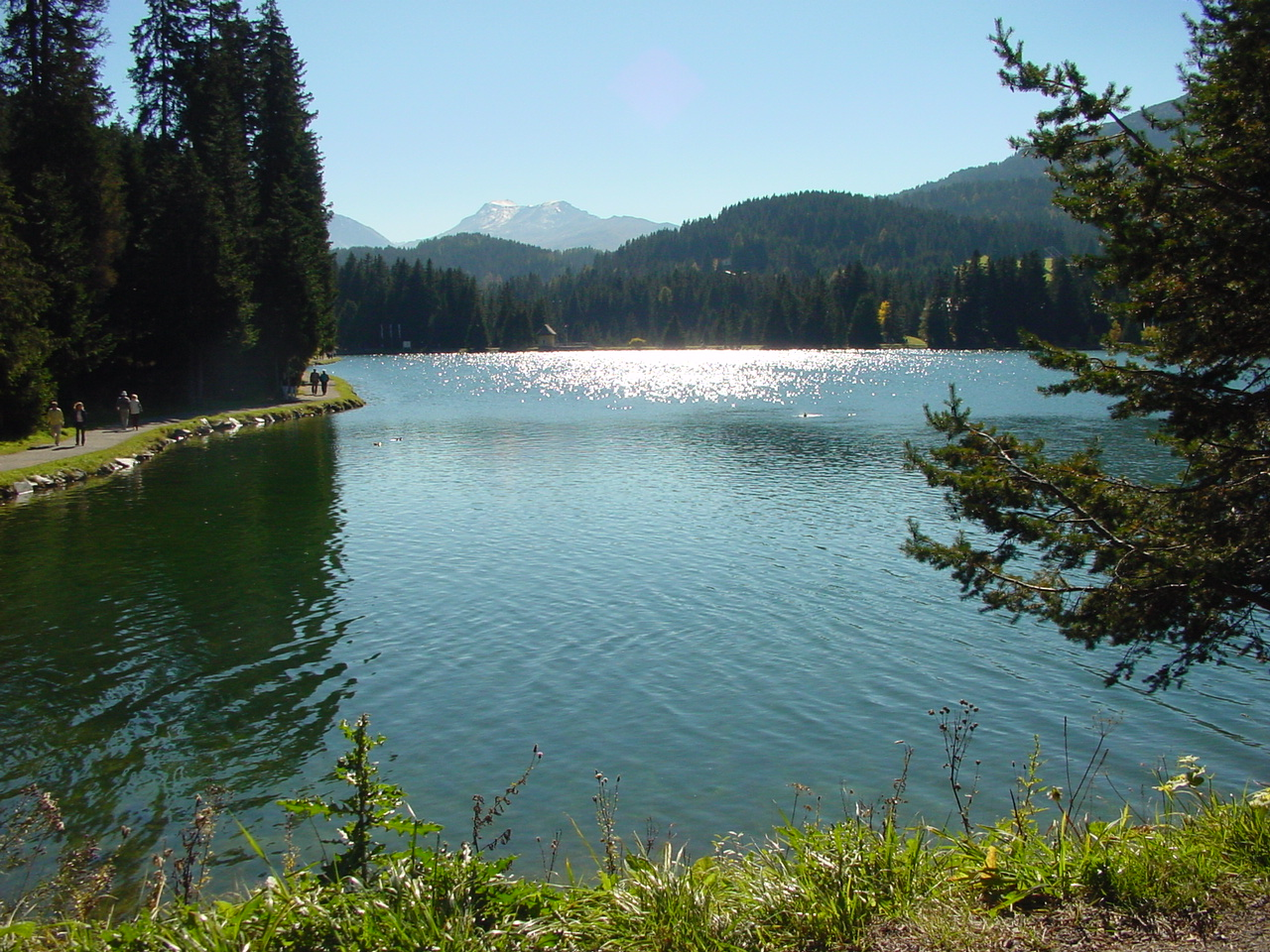
Blick nach Süden
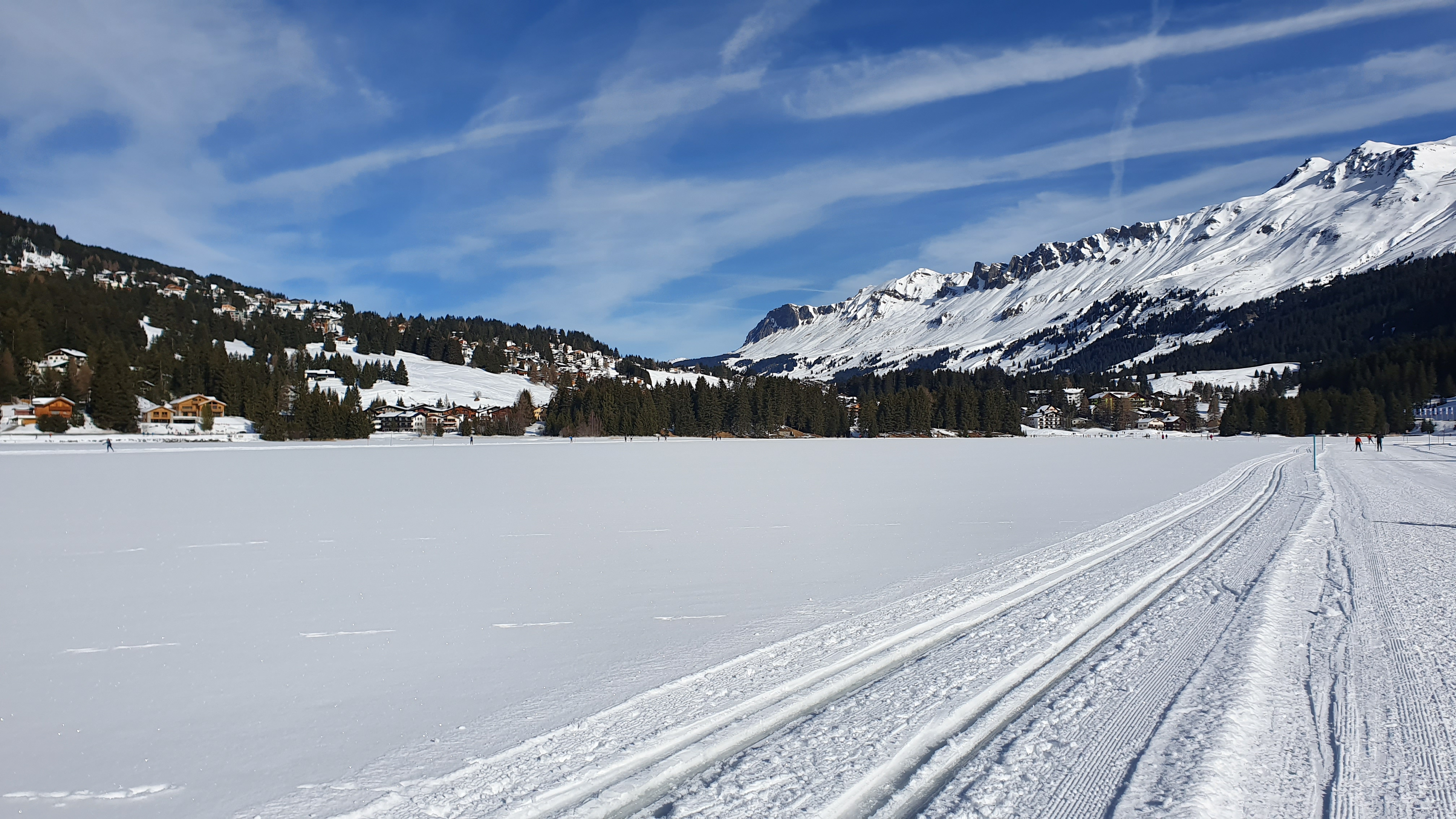
Langlaufloipe auf dem Heidsee
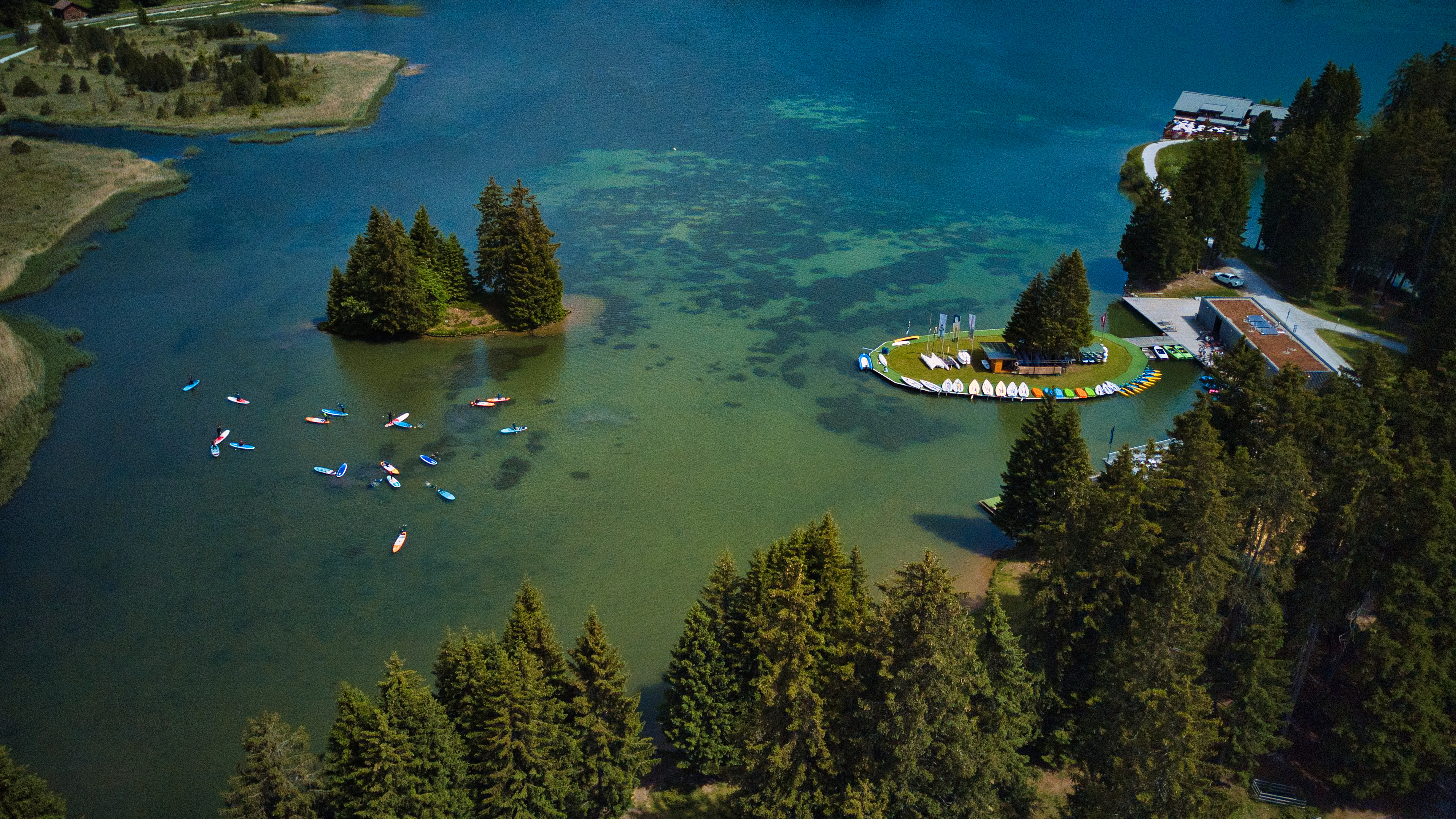
Heidsee mit Stand-Up-Paddling
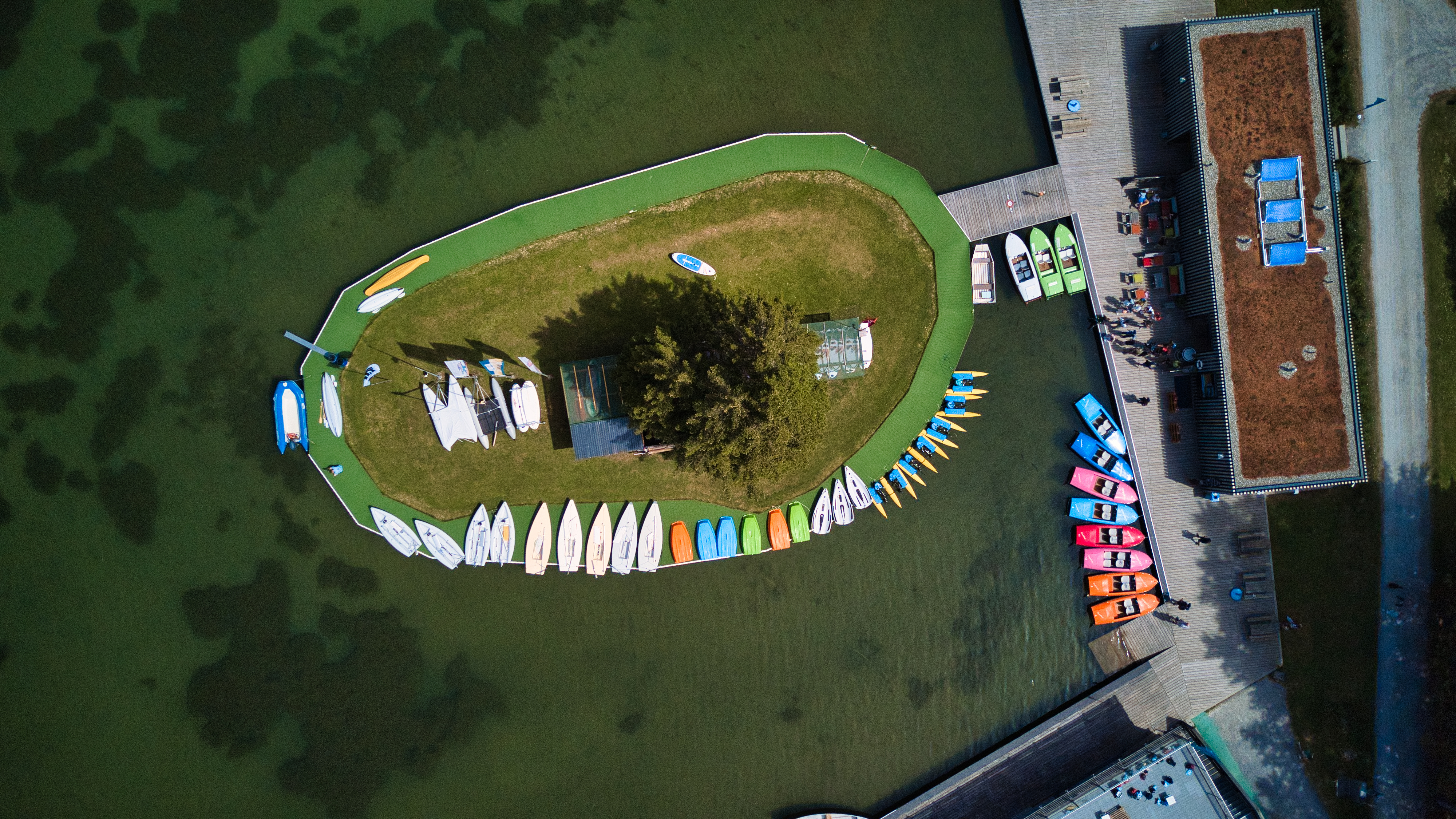
Lenzerheide Wassersportcenter
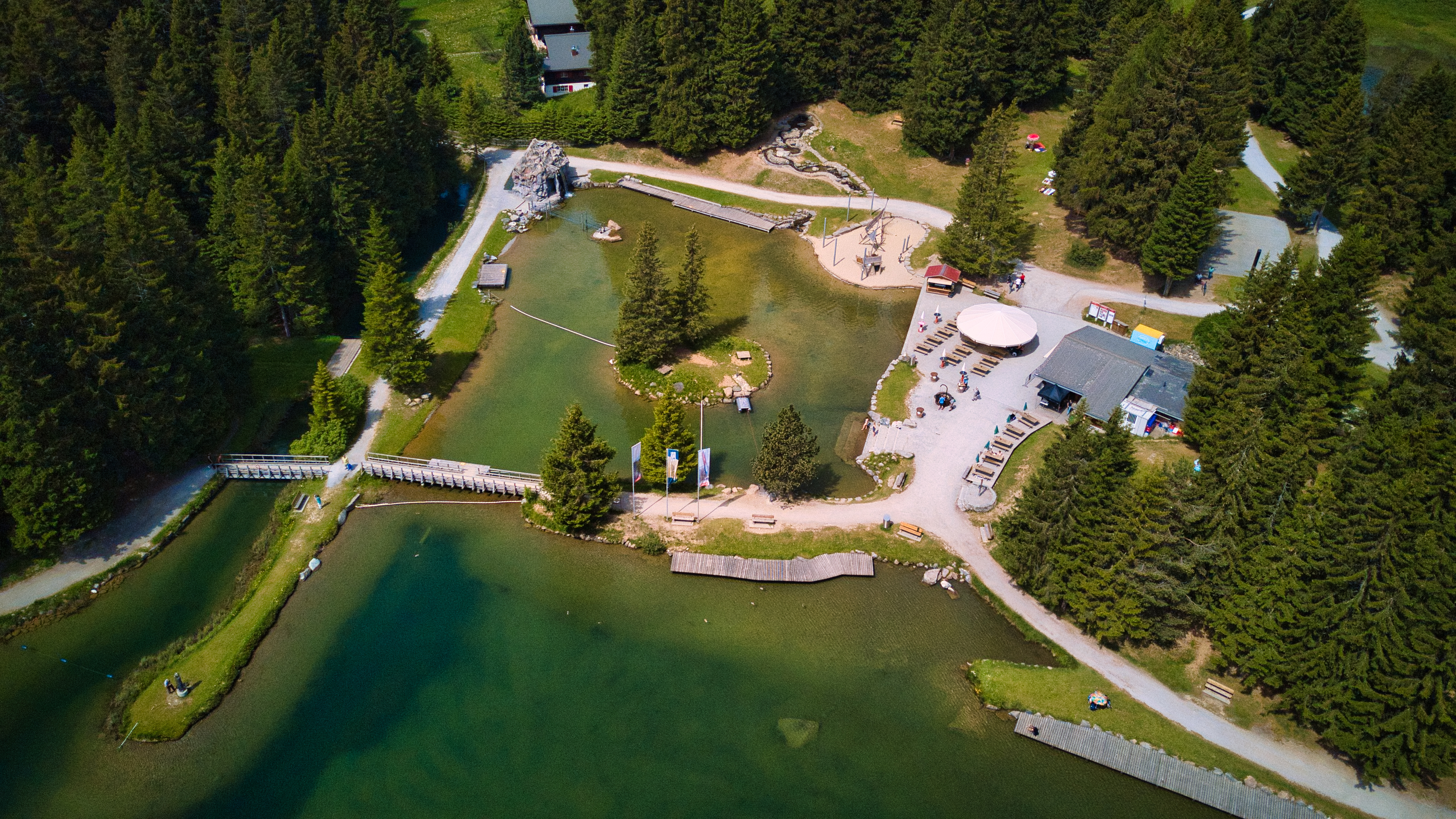
Heidsee mit Kiosk Lido